# Benjamin Giraud
Pour les articles homonymes, voir Giraud.
Benjamin Giraud est un coureur cycliste et directeur sportif français né le 23 janvier 1986 à Marseille, professionnel entre 2011 et 2017.

## Biographie

### Carrière professionnelle
À la fin de la saison 2014, le site Internet du quotidien La Provence annonce que le coureur prolonge son contrat avec La Pomme Marseille 13.
En 2015, il commence sa saison par une 9e place sur le GP La Marseillaise. Le 26 mars, il termine 4e de la Classica Corsica avant de se distinguer en avril, se classant 5e de la Route Adélie de Vitré et de la Roue Tourangelle, 11e du GP de Denain et remportant le contre-la-montre par équipes du premier tronçon de la troisième étape du Circuit des Ardennes international. À l'automne, il remporte la cinquième étape du Tour de Hainan, s'adjugeant la deuxième place du classement par points, devancé par Sacha Modolo.
Lors de la saison 2016, il se distingue de nouveau sur la Route Adélie de Vitré (9e).
Fin 2017, il s'engage avec l'équipe de l’Armée de Terre mais celle-ci ne repartant pas en 2018, il décide finalement de mettre un terme à sa carrière.

### Reconversion
En juillet 2018, il intègre la société Poli en tant que technico-commercial sur le secteur Sud-Est. Il est en parallèle chargé de relation publiques auprès du Team Delko sur sur les grandes compétitions.
En 2019 , il devient agent aux services des sports du département des Bouches-du-Rhône.
Lors de la saison 2020, il intègre la direction sportive de l'équipe Nippo Delko One Provence. L'équipe disparait à l'issue de la saison 2021 au soir de Paris-Tours avec effet immédiat.
En 2022, il devient directeur sportif adjoint de l'équipe China Glory aux côtés de Lionel Marie et de Maarten Tjallingii. L'année suivante, il rejoint la Cofidis, au poste de directeur sportif, en remplacement de Christian Guiberteau, retourné à la DSM.
Benjamin Giraud travaille aussi en collaboration avec Amaury Sport Organisation en qualité de chauffeur hospitalité.

## Palmarès et résultats

### Palmarès par années
| - 2007 - Circuit méditerranéen - 2008 - Champion de Provence sur route - 2e des Boucles du Haut-Var - 2e du championnat PACA sur route - 3e du Circuit méditerranéen - 2009 - Grand Prix Mathias Piston - Prix de la ville de Saint-Maximin - 3e de Paris-Mantes-en-Yvelines - 3e du Grand Prix de Charvieu-Chavagneux - 3e du Grand Prix de Bavay - 2010 - 5e étape du Tour de Franche-Comté - 2e étape du Tour de Marie-Galante - 3e du Tour de Marie-Galante - 3e de l'Emirates Cup | - 2011 - 3e étape du Circuit des Ardennes - 3e du Cholet-Pays de Loire - 2012 - Grand Prix Souvenir Jean-Masse - 2013 - 6e étape du Tour de Taïwan - 10e étape du Tour du lac Qinghai - 2e et 5e étapes du Tour de Chine I - 2e de la Roue tourangelle - 2014 - 2e étape de Tour de Taïwan - 2015 - 3ea étape du Circuit des Ardennes international (contre-la-montre par équipes) - 5e étape du Tour de Hainan - 2017 - 3e du Tro Bro Leon |

### Classements mondiaux
| Année           | 2009 | 2010 | 2011 | 2012 | 2013 | 2014 | 2015 |
| --------------- | ---- | ---- | ---- | ---- | ---- | ---- | ---- |
| UCI Asia Tour   |      | 126e |      | 52e  | 5e   | 141e | 55e  |
| UCI Europe Tour | 600e | nc   | 289e | 895e | 82e  | 123e | 178e |